# شهرستان نوولاکسکی
شهرستان نوولاکسکی (به لاتین: Novolaksky District) یک منطقهٔ مسکونی در روسیه است که در داغستان واقع شده‌است.